# Pride and Prejudice (1995)
Pride and Prejudice é uma série britânica em 6 episódios, produzida em 1995, adaptada por Andrew Davies da obra homônima de Jane Austen, publicada em 1813. Jennifer Ehle e Colin Firth interpretam Elizabeth Bennet e Mr Darcy, foi produzida por Sue Birtwistle e dirigida por Simon Langton. A série foi uma produção da BBC, com parceria com a estadunidense A&E Network, e o lançamento original pela BBC foi entre 24 de setembro a 29 de outubro de 1995. O lançamento pela A&E Network, em episódios duplos, foi em três noites consecutives com início em 14 de janeiro de 1996.
Ambientada na Inglaterra no início do século XIX, Pride and Prejudice conta a história das 5 filhas solteiras de Mr. e Mrs. Bennet (Benjamin Whitrow e Alison Steadman), interpretadas por Susannah Harker, Jennifer Ehle, Lucy Briers, Polly Maberly, Julia Sawalha, após o rico Mr. Bingley (Crispin Bonham-Carter) e seu amigo Mr. Darcy, terem se instalado nas vizinhanças da sua propriedade. Enquanto Bingley se interessa imediatamente pela mais velha das irmãs Bennet, Jane, Darcy tem dificuldades em se adaptar à sociedade local, e entra em discórdia com a segunda das irmãs, Elizabeth.
The New York Times chamou a adaptação “um misto engenhoso de histórias de amor e convivência social, inteligentemente embalado nas ambições e ilusões do povo provinciano” (“a witty mix of love stories and social conniving, cleverly wrapped in the ambitions and illusions of a provincial gentry”).
Aclamado pela crítica e um sucesso popular imediato, Pride and Prejudice foi homenageado com vários prêmios, inclusive o BAFTA Television Award para Jennifer Ehle como melhor atriz, e o Emmy por "Outstanding Individual Achievement in Costume Design for a Miniseries or a Special". O papel de Mr. Darcy elevou Colin Firth ao estrelato; uma cena em que Firth sai do banho no lago com a camisa molhada foi reconhecida como “um dos mais inesquecíveis momentos na história da TV britânica” ("one of the most unforgettable moments in British TV history"). A série inspirou Helen Fielding a escrever os populares romances de Bridget Jones; a adaptação cinematográfica apresentou Firth como Mark Darcy, que inspira o amor de Bridget.

## Sinopse
Episódio 1 — Mr. Charles Bingley, um rico jovem do norte da Inglaterra, instala-se em Netherfield, propriedade próxima a Meryton, em Hertfordshire, para passar o verão. Mrs. Bennet, ao contrário de seu marido, fica excitada pela possibilidade de casar uma de suas 5 filhas (Jane, Elizabeth, Mary, Kitty, e Lydia) com o novo vizinho. Bingley interessa-se imediatamente por Jane, em uma dança típica local, enquanto seu grande amigo, Mr. Darcy, que os rumores dão como duas vezes mais rico do que Bingley, resolve não dançar com nenhuma das moças, inclusive Elizabeth, ironizando e rejeitando a população local.
Episódio 2 — Um clérigo, Mr. William Collins, visita suas primas, as Bennets. Ele é o herdeiro presuntivo das propriedades, pois os Bennets não têm filho homem, e decide casar-se com Elizabeth para manter a propriedade em família. Em um passeio em Meryton, as moças encontram um destacamento de militares assentados na cidade, e entre eles Mr. George Wickham. Quando Elizabeth revela seu ressentimento contra Darcy, Wickham lhe conta que Darcy o prejudicou em sua herança. Darcy surpreende Elizabeth com uma dança em um baile em Netherfield, que ela a contragosto, mas polidamente, aceita. Mr. Collins pede Elizabeth em casamento no dia seguinte, mas ela o rejeita. Enquanto Mr. e Mrs. Bennet se desagradam pela decisão de Elizabeth, sua amiga íntima Charlotte Lucas aceita o pedido de casamento de Mr. Collins.
Episódio 3 — Elizabeth fica decepcionada por Charlotte Lucas ter aceitado a proposta de Mr. Collins. Quando Elizabeth e Jane vão para Londres, no outono, ficam em casa de modestos parentes, os Gardiners, mas Bingley ignora Jane. Na primavera, Elizabeth vai até a casa dos Collins, em Kent. Eles moram perto de Rosings, a propriedade da famosa e poderosa Lady Catherine de Bourgh, e como Lady Catherine é tia de Darcy, Elizabeth o encontra algumas vezes. Após a acusação de Elizabeth, de que Darcy fora o responsável pela separação de Jane e Bingley, Darcy se declara para ela, expressando sua admiração e amor, apesar da posição inferior de sua família. Elizabeth o rejeita, devido principalmente ao seu envolvimento na separação de Jane, e ao seu envolvimento no infortúnio de Mr. Wickham.
Episódio 4 — Darcy justifica suas ações numa longa carta a Elizabeth: ele realmente subestimou a afeição de Jane por Bingley e, no caso de Wickham, ele o retrata como um aproveitador que seduziu sua irmã, Georgiana, para obter sua herança. Em Longbourn, Mr. Bennet permite que Lydia acompanhe os militares em Brighton, com uns amigos da esposa do coronel. Elizabeth acompanha os Gardiners em um passeio até Derbyshire e visita Pemberley, a propriedade de Darcy, em sua ausência. Impressionada pela grandiosidade da propriedade, Elizabeth ouve a caseira descrever a bondade e a honestidade do patrão; enquanto isso, Darcy chega e se refresca com um banho no lago. Inesperadamente, Elizabeth e Darcy se encontram, e Darcy rapidamente se veste e a recebe polida e amigavelmente, inclusive a seus parentes.
Episódio 5 — Elizabeth e os Gardiners visitam Pemberley, enquanto Darcy e Elizabeth conversam coisas significativas. Na manhã seguinte, Elizabeth recebe duas cartas de Jane, informando que Lydia fugiu com Wickham. Com a partida de Elizabeth, Darcy gradualmente descobre as más notícias, oferecendo ajuda. Quando ele parte, Elizabeth supõe que nunca mais o verá novamente. Mr. e Mrs. Bennet tentam conviver com a possibilidade de um escândalo, até que recebem uma carta de Mr. Gardiner, dizendo que Lydia e Wickham se casarão, sob os seus cuidados. Após a surpresa daquela resolução dos problemas, Elizabeth informa Jane sobre a conversa com Darcy, incluindo seu ambivalente amor por ele.
Episódio 6 — Após Lydia mencionar o envolvimento de Darcy em seu casamento, Bingley e Darcy retornam a Netherfield no outono. Darcy intervém no relacionamento entre Bingley e Jane, aprovando o casamento deles. Lady Catherine de Bourgh, que ouviu rumores sobre o relacionamento entre Darcy e Elizabeth, mas o quer casado com sua filha Anne, faz uma visita a Elizabeth, e insiste para que Elizabeth renuncie a Darcy, mas ela não aceita. Quando Elizabeth agradece a Darcy por seu envolvimento no casamento de Lydia, ele reafirma seus sentimentos por ela. Elizabeth admite a transformação de seus sentimentos e aceita sua proposta, para surpresa de toda a família. A série termina com um duplo casamento no inverno: Jane e Bingley, e Elizabeth e Darcy.

## Elenco

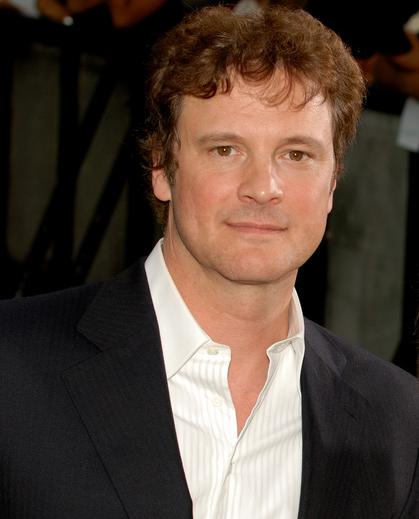
Colin Firth em 2007

Quando escolheram o elenco de Pride and Prejudice, a produtora Sue Birtwistle e o diretor Simon Langton procuraram entrevistar atores com carisma, que pudessem estar por volta dos 20 anos, no caso de Elizabeth Bennet, e 28 anos, no caso de Mr. Darcy. Centenas de atores entre 15 e 28 anos se apresentaram e muitos foram entrevistados e fizeram testes, através de cenas da própria história. A atriz anglo-americana Jennifer Ehle foi escolhida entre uma dúzia de candidatas para interpretar Elizabeth, a segunda filha dos Bennet. Com 20 anos, Ehle lera o livro aos 12 anos, e era a única que estaria presente em todas as cenas da filmagem.
Sue Birtwistle procurou Colin Firth, um ator britânico relativamente desconhecido aos 30 anos, para o papel de Mr. Darcy (o romance cita como seu primeiro nome Fitzwilliam). Birtwistle havia trabalhado com ele na comédia dos anos 1980, Dutch Girls, mas ele não se acreditava adequado para as perspectivas do personagem; a persistência de Birtwistle, porém, o convenceu para a aceitação do papel. Firth e Ehle começaram um relacionamento romântico durante a filmagem, que chamou a atenção após a separação.
Benjamin Whitrow e a indicada ao BAFTA, Alison Steadman, interpretaram Mr. e Mrs. Bennet, os pais de Elizabeth; Steadman foi escolhida para o papel sem teste prévio. Susannah Harker interpretou a bela irmã mais velha Jane, que apenas via bondade nos outros. Lucy Briers, Polly Maberly, e Julia Sawalha interpretaram as irmãs mais jovens; a sincera Mary, a susceptível Kitty, e a frívola Lydia. Apesar de ter 10 anos mais do que os 15 anos de Lydia, Julia Sawalha, famosa por Absolutely Fabulous, não fez testes para a personagem. Joanna David e Tim Wylton interpretaram os Gardiners, tios maternos de Elizabeth. David Bamber interpretou Mr. Collins, um primo de Mr. Bennet; Lucy Scott interpretou a melhor amiga de Elizabeth e esposa de Mr. Collins, Charlotte Lucas.
Crispin Bonham-Carter por ser fisicamente contrastante com o Darcy de Firth, fez seu primeiro papel televisivo como Mr. Charles Bingley. Bonham-Carter foi inicialmente cogitado como Mr. George Wickham, o belo e charmoso tenente, mas Adrian Lukis recebeu o papel. Anna Chancellor, de Four Weddings and a Funeral interpretou Caroline Bingley (de acordo com os fãs de Austen, Anna Chancellor é também sobrinha de Jane Austen na oitava geração ). A outra irmã de Mr. Bingley e seu cunhado são interpretados por Lucy Robinson (Louisa Hurst), e Rupert Vansittart (Mr. Hurst).
O papel da jovem irmã de Darcy, Georgiana, foi difícil devido à produção ter procurado uma atriz com aparência inocente, mas altiva e tímida, com classe e que também tocasse piano. Após serem feitos testes com 70 atrizes, Simon Langton sugeriu a filha de Joanna David (Mrs. Gardiner), Emilia Fox, para o papel. Barbara Leigh-Hunt foi escolhida como a tia de Darcy, Lady Catherine de Bourgh, sem a necessidade de testes.

## Produção

### Concepção e adaptação
O romance de Jane Austen tivera já diversas adaptações e filmagens, incluindo 5 versões para a TV feitas pela própria BBC, em 1938, 1952, 1958, 1967 e 1980. No outono de 1986, após assistir uma pré-estreia de Northanger Abbey, de Jane Austen, Sue Birtwistle e o escritor Andrew Davies aventaram adaptar Pride and Prejudice, um dos seus livros favoritos, para a TV.
A necessidade de formato de horário televisivo, com 55 minutos, forçou Davies a mudar seu plano original de cinco episódios para seis. Birtwistle e Davies apresentaram os três primeiros roteiros para a ITV em 1986, para garantia, mas o projeto foi arquivado. Quando a ITV anunciou sua renovação do interesse em 1993, Michael Wearing, da BBC adquiriu o roteiro final e agregou o projeto com a estadunidense A&E Network. O diretor Simon Langton e o departamento iniciaram o projeto entre janeiro e fevereiro de 1994.
Apesar de Birtwistle e Davies desejarem reviver o tom e o espírito do romance, eles procuraram produzir "uma história renovada sobre pessoas reais", e não um velho drama da BBC para ser visto aos domingos". Enfatizando sexo e dinheiro como fatores direcionais da história, Davies deliberadamente desviou o foco de Elizabeth para ambos, Elizabeth e Darcy. Para retratar as personagens dentro da realidade, Davies adicionou cenas triviais, tais como as irmãs Bennet se vestindo com o objetivo de se casar. O grande desafio técnico foi a adaptação das longas cartas na segunda parte da história; Davies empregou técnicas tais como vozes e flashbacks, e apresentou as personagens lendo as cartas para elas mesmas e para as outras. Davies adicionou alguns diálogos para esclarecer eventos do romance para a audiência moderna, mas deixou os diálogos originais do romance intactos.

### Filmagem

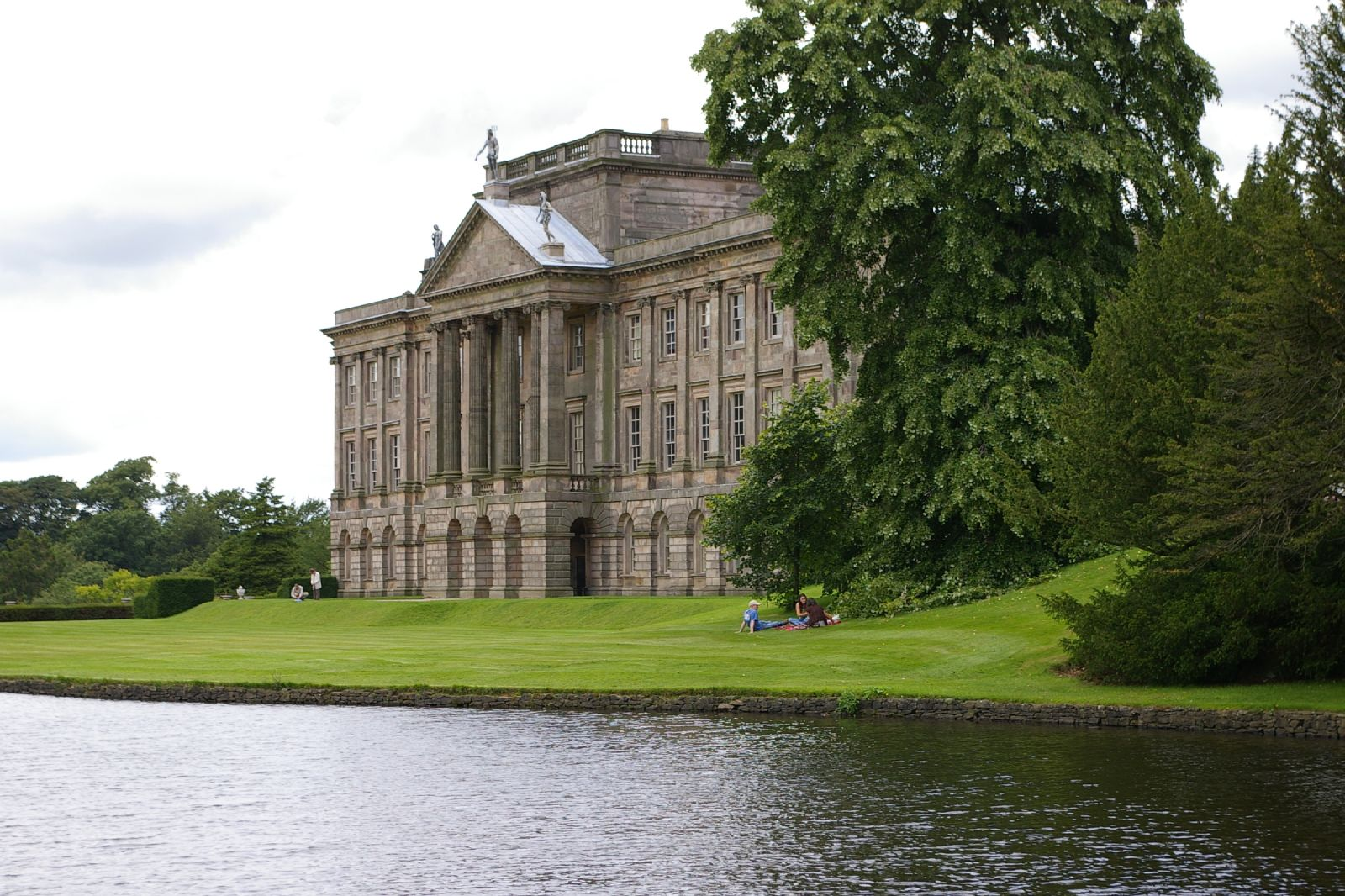
Lyme Park, Cheshire, serviu de exterior para Pemberley, a propriedade de Darcy, em Derbyshire.

A produção ocupava 10 horas e meia por dia de filmagem, mais o tempo para os figurinos e a maquiagem. Duas semanas antes do início das filmagens, 70 pessoas do elenco se ocuparam com lições de dança, equitação, esgrima e outras atividades necessárias para a realidade da época retratada. Retratando lugares entre junho de 1994 e novembro de 1994, há o reflex da mudança de estação, prosseguindo com as filmagens até a metade de maio de 1995.
Vinte e quatro locações, muitas delas no “National Trust for Places of Historic Interest or Natural Beauty”, e oito ambientes cenográficos foram utilizados na filmagem. Retratando as diferenças entre os diversos personagens, as locações de Longbourn mostram a confortável casa da família dos Bennet, enquanto que a propriedade de Darcy, Pemberley, é mostrada com mais grandiosidade, representando o bom-gosto e a história da aristocracia. A primeira locação mostrada foi Lacock, em Wiltshire, para representar a vila de Meryton, enquanto Luckington Court serviu como interior e exterior de Longbourn durante 10 semanas de filmagem. Lyme Hall, em Cheshire, foi escolhida para representar Pemberley, mas surgiram problemas que forçaram a filmar as cenas interiores em Sudbury Hall, Sudbury, Derbyshire.

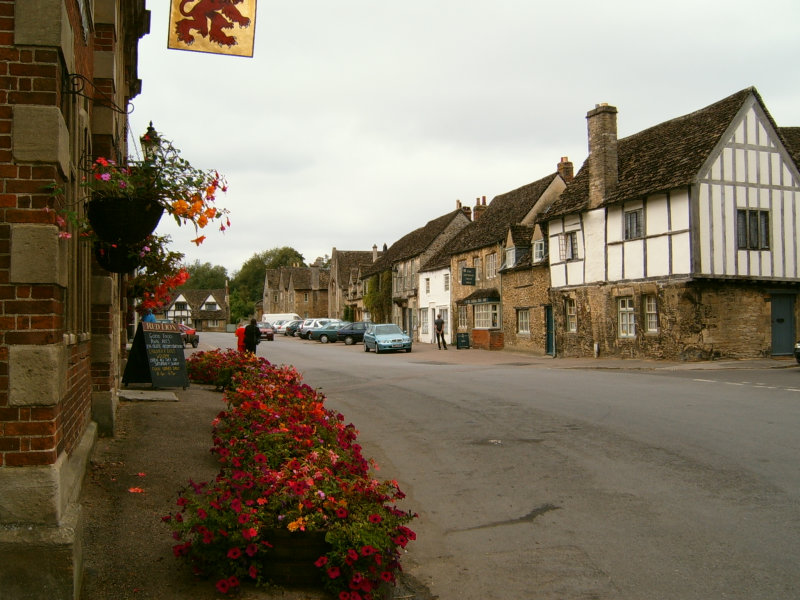
Lacock

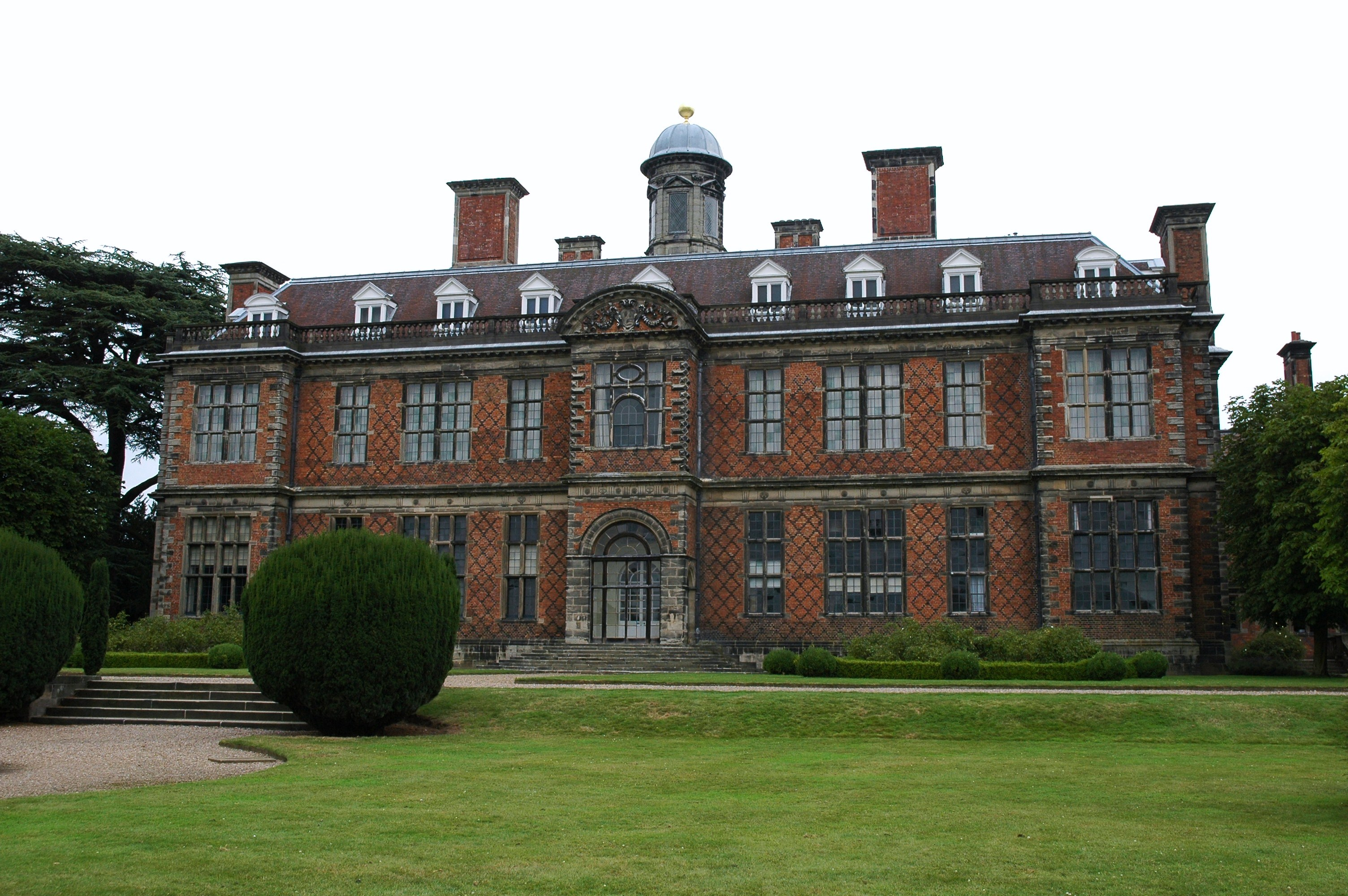
Sudbury Hall

Os produtores escolheram Belton House, em Grantham, Lincolnshire para a propriedade de Lady Catherine de Bourgh, Rosings, que precisava refletir o caráter desagradável da proprietária. Old Rectory, em Teigh, Leicestershire, foi escolhida para o personagem de Hunsford, como a modesta casa de Mr. Collins. Edgcote Hall, em Banbury, Oxfordshire , serviu como interior e exterior da propriedade de Bingley em Netherfield, mas a cena de baile em Netherfield foi em Brocket Hall, Welwyn Garden City, Hertfordshire. As ruas de Londres foram filmadas no Lord Leycester Hospital, em Warwick, Warwickshire. O episódio entre Wickham e Georgiana em Ramsgate foi filmado no resort inglês Weston-super-Mare, em Somerset.

### Figurino e maquiagem
Devido ao fato de Pride and Prejudice ser um romance “de época”, o “design” dos figurinos requeria mais cuidados do que nos filmes contemporâneos. A personalidade e a força dos personagens refletiam em seus costumes; por exemplo, as irmãs de Bingley nunca eram mostradas em vestidos estampados e sempre usavam grandes plumas nos cabelos. Como a quantia de figurinos da BBC relativos aos anos 1800 eram limitados, a figurinista Dinah Collin desenhou, ela mesma, vários dos trajes, visitando museus para se inspirar enquanto tentava transformar as roupas atraentes para as audiências modernas (muitas roupas, mais particularmente dos extras, foram reaproveitadas de antigas produções da BBC). As roupas de Elizabeth utilizaram cores térreas para dar naturalidade e facilidade de movimentos de acordo com a característica ativa da personagem. Em contraste, Collin escolheu cores brancas para as roupas das outras Bennets, para dar ideia de inocência ou simplicidade, e cores opulentas para as irmãs de Bingley e para Lady Catherine de Bourgh. Colin Firth participou da decisão de seu guarda-roupa e preferiu seu personagem usando cores escuras, deixando as cores quentes para Bingley.
A produção imaginou cabelos escuros para Darcy, pois não há referências a isso no romance; Firth deixou naturalmente seus cabelos castanhos, e as sobrancelhas e cílios negros. Três perucas escuras foram feitas para cobrir os cabelos curtos de Ehle, que era loura, e uma peruca para Alison Steadman (Mrs. Bennet), porque ela tinha o cabelo grosso e pesado. O cabelo de Susannah Harker (Jane) foi levemente iluminado para contrastar com Elizabeth, num estilo clássico grego para realçar sua beleza. A franqueza de Mary foi realçada através de sardas pintadas na face de Lucy Briers; seu cabelo foi lubrificado para sugerir uma aparência mais descuidada e para enfatizar suas orelhas. Como Kitty e Lydia eram muito jovens, as atrizes não mudaram muito seus cabelos. A maquiadora Caroline Noble considerava sempre Mr. Collins um personagem suado com o lábio úmido; ela também lubrificou o cabelo de David Bamber e o retratou calvo, apesar de o ator não ser calvo.

### Música e coreografia

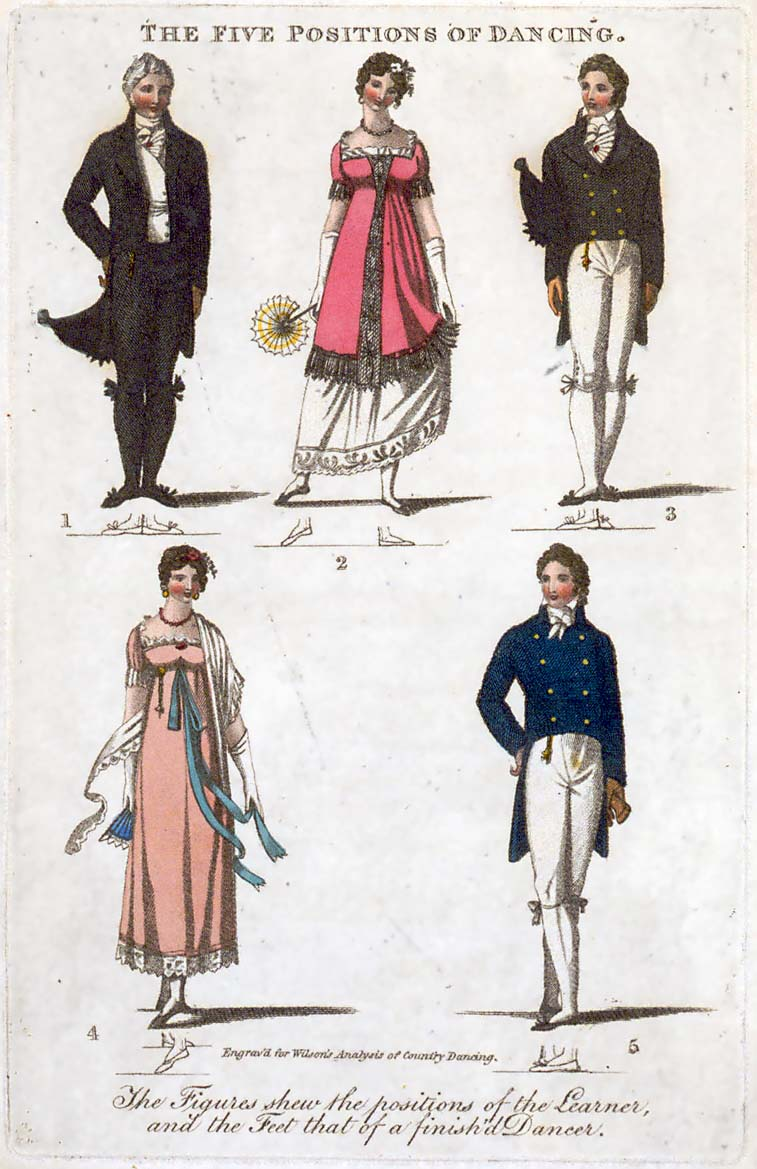
As cinco posições da Dança da Regência, 1811

O compositor Carl Davis tem escrito trilhas musicais para as adaptações clássicas da BBC desde os anos 1970. Algumas das músicas utilizadas na série foram de Handel: "Air con Variazioni" e "Ombra mai fù|Slumber, Dear Maid" da ópera Xerxes; de Mozart: "Rondo Alla Turca", "Voi Che Sapete", e outras músicas das óperas The Marriage of Figaro e Don Giovanni; de Beethoven: Andante Favori; o segundo movimento de Sonatina No.4, de Muzio Clementi, e a tradicional canção folclórica "The Barley Mow".
Como a dança fazia parte da integração social da época de Austen, muitas cenas do livro relatam danças e bailes. A coreógrafa Jane Gibson usou um livro de 1966, The Apted Book of Country Dances, de W.S. Porter, para consultas, e incluiu muitas danças do século XVIII de Charles and Samuel Thompson, tais como "The Shrewsbury Lasses", "A Trip to Highgate", e "Mr. Beveridge's Maggot". Polly Maberly e Julia Sawalha, que intepretavam as entusiasmadas Kitty e Lydia, tiveram 3 dias para aprender as danças.

## Crítica
A recepção crítica de Pride and Prejudice foi positiva. Gerard Gilbert, do The Independent recomendou o episódio de abertura da série um dia após a estréia britânica, dizendo que a adaptação era "provavelmente tão boa quanto pode ser um clássico literário. O elenco em particular é candidato ao BAFTA". No mesmo jornal, Jim White também parabenizou Andrew Davies, por fazer justiça ao livro.
Poucos dias após a estreia norte-americana, Howard Rosenberg, do Los Angeles Times considerou a adaptação "decididamente agradável", a depeito de algumas liberdades com o romance de Austen, e considerou os pais de Elizabeth e Mr. Collins como personagens dotados de humor. John O'Connor, do The New York Times, considerou a série como uma "esplêndida adaptação", parabenizando a interpretação de Jennifer Ehle como Elizabeth e Firth como Mr. Darcy". O'Connor elogiou Barbara Leigh-Hunt no papel de Lady Catherine e considerou hilárias as cenas com David Bamber (Mr. Collins).
A revista A&E Network considerou que a produção foi elogiada pela crítica, adorada pela audiência, e as mulheres desmaiaram por Darcy. Alguns jornais começaram a “brincar” sobre a “febre Darcy”.

## Prêmios e indicações
Pride and Prejudice recebeu indicações ao BAFTA Television Award para "Melhor Seriado de Drama", "Melhor Figurino", e "Melhor Make Up/Cabelo" em 1996. Jennifer Ehle foi agraciada com o BAFTA para "Melhor Atriz", enquanto Colin Firth e Benjamin Whitrow perderam sua indicação ao BAFTA para Robbie Coltrane, de “Cracker”.
Firth venceu o Prêmio Broadcasting Press Guild de 1996, como "Melhor Ator", e a série foi agraciada com o mesmo prêmio, como "Melhor Série Dramática".
A série foi agraciada nos EUA com o Emmy por "Outstanding Individual Achievement in Costume Design for a Miniseries or a Special", e foi indicada ao Emmy por "Outstanding Miniseries", como coreografia e roteiro.
Entre outras premiações, Pride and Prejudice recebeu um Peabody Award, um Television Critics Association Award, e uma indicação ao Golden Satellite Award.

## Influência e legado
Uma das mais populares apresentações da BBC e A&E de todos os tempos, a série foi "um fenômeno cultural, inspirando centenas de artigos de jornais e trazendo o romance para a preferência comum". ao lado dos filmes Persuasion, Sense and Sensibility e Emma, o seriado faz parte da “euforia Jane Austen” causada pelos membros da Jane Austen Society dos EUA. Alguns jornais, como o The Wall Street Journal consideram a "Austen-mania" como o resultado da indústria cinematográfica e televisiva, enquanto outros atribuem a popularidade de Austen como resultado do escapismo do seu mundo conservador.
Enquanto Jennifer Ehle rejeitou o sucesso, ligando-se à Royal Shakespeare Company, em Stratford-upon-Avon, o papel de Mr. Darcy inesperadamente levou Colin Firth ao estrelato.  Firth expressou o desejo de não ter a sua imagem associada a Pride and Prejudice para sempre, e está relutante em aceitar o mesmo papel novamente. Ele aceitou vários outros papéis em filmes tais como The English Patient (1996), Shakespeare in Love (1998), Bridget Jones's Diary (2001), Girl with a Pearl Earring (2003), Love Actually (2003), e Bridget Jones: The Edge of Reason (2004).
Pride and Prejudice foi colocado pelo British Film Institute como o nº 99 entre o 100 Greatest British Television Programmes do século XX. Radio Times incluiu a série na lista dos "40 de maiores programas de TV já realizados", em 2003. Lyme Hall, em Cheshire, que serviu como exterior de Pemberley, aumentou o número de visitantes após a série. A série também foi considerada pela Entertainment Weekly como uma das 20 melhores minisséries de todos os tempos.

## Cena do lago
Uma cena, no 4º episódio, em que Darcy surge com a camisa molhada após um banho no lago em Pemberley, e acidentalmente encontra Elizabeth, foi apontada, pelo The Guardian, como "um dos mais inesquecíveis momentos da história da TV britânica". Enquanto muitos críticos atribuem o fato ao sex-appeal de Firth, Andrew Davies atribuiu o fato a Austen". Quando ele escreveu a cena, que não faz parte do romance, não teve a intenção de sugerir uma conexão sexual entre Elizabeth e Darcy, mas de criar "um divertido momento em que Darcy tenta manter a dignidade, mesmo impropriamente vestido e completamente molhado". A cena foi filmada com Firth com a camisa, calças e botas, e um dublê foi usado rapidamente, mediante o risco de Leptospirose em Lyme Park A short underwater segment was filmed separately with Firth in a tank at Ealing Studios in West London.
A cena também apareceu entre os Top 100 TV Moments, em 1999. The New York Times comparou-a à cena de Marlon Brando ao gritar "Stella!", em A Streetcar Named Desire, e teve influência nos futuros trabalhos de Firth, tais como Love Actually e Bridget Jones: The Edge of Reason, além do personagem de Firth no filme de 2007, St Trinian's. Os criadores da produção da ITV em 2008, Lost in Austen, recriaram a cena em seu Pride and Prejudice.

## Bridget Jones
A jornalista fictícia Bridget Jones — na realidade a autora britânica Helen Fielding, do The Independent — escreveu sobre seus amores na coluna Bridget Jones's Diary durante a temporada britânica original. Fielding reescreveu a ideia de Pride and Prejudice na romantização de sua coluna, em 1996, nomeando o interesse romântico de  Bridget como "Mark Darcy", descrito exatamente como Colin Firth.
O roteirista de Pride and Prejudice, Andrew Davies colaborou com o roteiro, entre 2001 e 2004, dos filmes de  Bridget Jones, nos quais Crispin Bonham-Carter (Mr. Bingley) e Lucy Robinson (Mrs. Hurst) apareciam em pequenos papéis. O clima de jogo e brincadeira na interligação dos roteiros convenceu Colin Firth a aceitar o papel de Mark Darcy, como uma oportunidade de ridicularizar e, ao mesmo tempo, libertá-lo do personagem de Pride and Prejudice. O crítico James Berardinelli considerou sobre Firth que os dois papéis eram exatamente o mesmo.

## Outras adaptações
Se quiser direcionar para um artigo principal: